# Караузен
Караузен (каз. Қараөзен) — село в Казталовском районе Западно-Казахстанской области Казахстана. Административный центр Караузенского сельского округа. Код КАТО — 274853100.
Село расположено на реке Большой Узень, в 2 км ниже Жалпактала.

## Население
В 1999 году население села составляло 909 человек (426 мужчин и 483 женщины). По данным переписи 2009 года, в селе проживал 821 человек (416 мужчин и 405 женщин).